# Cicindela cariana
Cicindela (Calochroa) cariana – gatunek chrząszcza z rodziny biegaczowatych, podrodziny trzyszczowatych i plemienia Cicindelini.

## Opis
Biegaczowaty ten osiąga od 18 do 23 mm długości ciała. Głowa i przedplecze błyszcząco miedziane na wierzchu i metalicznie zielone po bokach. Pokrywy o prawie równoległych bokach, chropowate, czarne z żółtymi plamkami na ramionach połączonymi z podłużnym, falistym pasem zajmującym ⅓ długości każdej z nich. Dalej leżą dwie duże żółte kropki, jedna pośrodku i jedna przy wierzchołku pokryw.

## Występowanie
Występuje w Birmie, Indiach i Tajlandii.